# Gabi van Driem

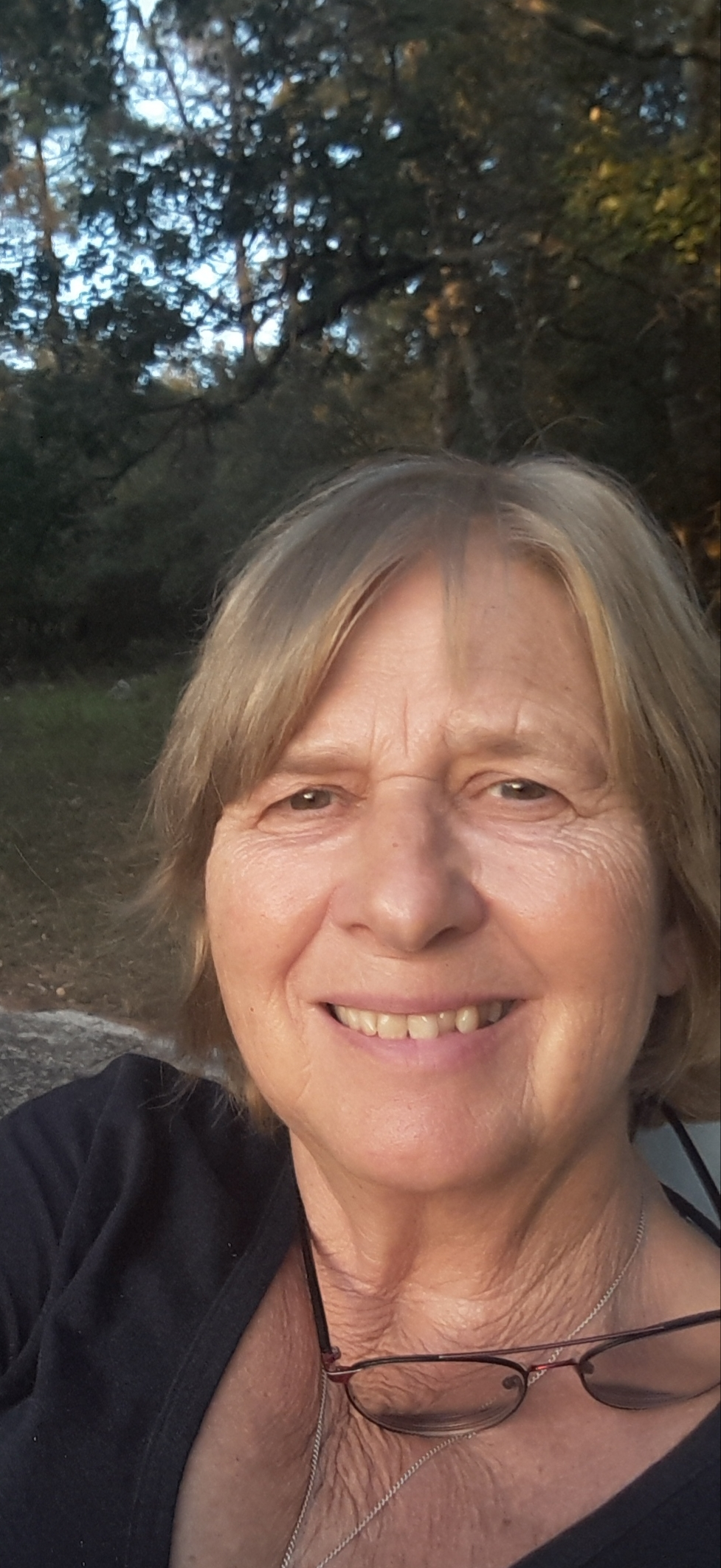

Gabrielle Hélène Suzanne (Gabi) van Driem (4 augustus 1951) is een Nederlandse advocaat.

## Leven en werk
Van Driem is sinds 1981 werkzaam als feministisch advocaat in Amsterdam. In 2004 ontving zij de Aletta Jacobsprijs, die tweejaarlijks wordt uitgereikt door de Rijksuniversiteit Groningen.
Van Driem startte in 1981 Van Driem Advocaten. Het kantoor richt zich met name op vrouwen in een achterstandssituatie en op, ook mannelijke, slachtoffers van (seksueel) geweld of discriminatie. Regelmatig kwam zij in de publiciteit wegens proefprocessen die zij voerde met ondersteuning van het proefprocessenfonds Rechtenvrouw. Van Driem hield zich onder meer bezig met de jurisprudentie op het straatverbod en met de gelijke behandeling van mannen en vrouwen. Rechtenvrouw ging samenwerken met het Clara Wichmann Instituut en ging  op in Proefprocessenfonds Clara Wichmann.
Voor Van Driem in de advocatuur ging, was zij een van de oprichters van de Rechtswinkel Amsterdam, het Amsterdamse Vrouwengezondheidscentrum, de Stichting Vrouw en Media en Vrouwen tegen Verkrachting.
Van Driem publiceerde ook enkele romans.

## Publicaties
- In haar recht: Alles wat een vrouw moet weten over samenleven, werk, kinderen, gezondheid en andere juridische kwesties, herziene editie, uitg. Artemis, Amsterdam, 2009, ISBN 978-90-472-0034-5 (geschreven in samenwerking met anderen, oorspronkelijk uitgegeven in 1986 door uitg. Contact te Amsterdam)
- Schaduwleven, uitg. Arena, Amsterdam, 2004, ISBN 90-6974-630-1
- Het laatste woord, uitg. Contact, Amsterdam, 1999, ISBN 90-254-9862-0